# 1720
1720 (MDCCXX) a fost un an bisect al calendarului gregorian, care a început într-o zi de duminică.

## Nașteri
- 8 februarie: Împăratul Sakuramachi al Japoniei (d. 1750)
- 15 mai: Maximilian Hell, astronom austriac (d. 1792)
- 24 iulie: Louisa Ulrika a Prusiei, soția regelui Adolf Frederick al Suediei (d. 1782)
- 1 octombrie: Martin Felmer, învățat german (d. 1767)
- 10 noiembrie: Honoré al III-lea, Prinț de Monaco (d. 1795)

## Decese
- 31 decembrie: John Flamsteed astronom britanic (n. 1646)
- 8 iunie: Sukjong de Joseon  (n. 1661)
- 19 ianuarie: Eleonora Magdalena de Neuburg  (n. 1655)
- 5 decembrie: Abdul-Qādir Bēdil  (n. 1644)
- 7 iulie: Maria Barbara Bach  (n. 1684)
- 21 martie: Marie Anne de Bourbon (1689–1720)  (n. 1689)
- dată necunoscută: Teodor Lubieniecki artist polonez (n. 1654)
- 10 octombrie: Étienne de Stainville general imperial, feldmareșal (n. 1660)
- 20 septembrie: Charles Peyssonnel  (n. 1640)